# Lee Jin-haeng
Lee Jin-haeng (10 de julho de 1971) é um ex-futebolista profissional sul-coreano que atuava como meia-atacante.

## Carreira
Lee Jin-haeng representou a Seleção Sul-Coreana de Futebol nas Olimpíadas de 1992.